# アナバー地区
アナバー地区（Anabar District）は、ナウルの1地区。同国の北東部に位置する。

## 出身者
- ルドウィグ・スコッティ（第24・26代大統領）